# Sportverein 1916 Sandhausen 2015-2016
Questa voce raccoglie le informazioni riguardanti lo  Sportverein 1916 Sandhausen   nelle competizioni ufficiali della stagione calcistica 2015-2016.

## Stagione
Nella stagione 2015-2016 il Sandhausen, allenato da Alois Schwartz, concluse il campionato di 2. Bundesliga al 13º posto. In coppa di Germania il Sandhausen fu eliminato al secondo turno dall'Heidenheim.

## Rosa
| N. |                        | Ruolo | Calciatore       |
| -- | ---------------------- | ----- | ---------------- |
| 1  | Austria (bandiera)     | P     | Marco Knaller    |
| 2  | Germania (bandiera)    | D     | Nico Hammann     |
| 4  | Germania (bandiera)    | D     | Damian Rossbach  |
| 5  | Germania (bandiera)    | D     | Daniel Schulz    |
| 6  | Germania (bandiera)    | C     | Denis Linsmayer  |
| 7  | Germania (bandiera)    | C     | Marco Thiede     |
| 8  | Stati Uniti (bandiera) | A     | Andrew Wooten    |
| 9  | Germania (bandiera)    | A     | Aziz Bouhaddouz  |
| 10 | Germania (bandiera)    | C     | Robert Zillner   |
| 11 | Germania (bandiera)    | D     | Moritz Kuhn      |
| 13 | Polonia (bandiera)     | C     | Jakub Kosecki    |
| 14 | Germania (bandiera)    | D     | Tim Kister       |
| 15 | Germania (bandiera)    | C     | Alexander Bieler |
| 16 | Germania (bandiera)    | C     | Erik Zenga       |

| N. |                     | Ruolo | Calciatore             |
| -- | ------------------- | ----- | ---------------------- |
| 17 | Germania (bandiera) | D     | Florian Hübner         |
| 18 | Germania (bandiera) | C     | Steven Zellner         |
| 19 | Albania (bandiera)  | D     | Leart Paqarada         |
| 20 | Angola (bandiera)   | A     | José Pierre Vunguidica |
| 21 | Germania (bandiera) | C     | Manuel Stiefler        |
| 23 | Germania (bandiera) | C     | Kevin Kratz            |
| 24 | Germania (bandiera) | D     | Philipp Klingmann      |
| 25 | Germania (bandiera) | C     | Dominik Stolz          |
| 26 | Germania (bandiera) | A     | Ranisav Jovanović      |
| 27 | Nigeria (bandiera)  | D     | Seyi Olajengbesi       |
| 28 | Germania (bandiera) | P     | Philipp Kühn           |
| 29 | Germania (bandiera) | D     | Eric Schaaf            |
| 31 | Austria (bandiera)  | C     | Stefan Kulovits        |
| 33 | Germania (bandiera) | P     | Rick Wulle             |

## Organigramma societario
Area tecnica
- Allenatore:
- Allenatore in seconda: Gerhard Kleppinger, Dimitrios Moutas
- Preparatore dei portieri: Daniel Ischdonat
- Preparatori atletici:

## Risultati

### 2. Bundesliga

#### Girone di andata
| Arbitro: | Drees |

|                 |           |                                      |
| Hochscheidt 29’ | Marcatori | 31’ Hübner 41’ Wooten 65’ Bouhaddouz |

| Arbitro: | Siewer |

|                                                  |           |                              |
| Wooten 21’, 70’ Bouhaddouz 80’ (rig.) Hübner 85’ | Marcatori | 41’ Brandy 55’, 72’ Kreilach |

| Arbitro: | Schröder |

|  |           |                                                                      |
|  | Marcatori | 6’, 61’ Wooten 9’ Linsmayer 18’ Kosecki 53’ Bouhaddouz 87’ Jovanović |

| Sandhausen 21 agosto 2015, ore 18:30 CEST 4ª giornata | Sandhausen | 0 – 0 referto | Heidenheim | Hardtwaldstadion (5 752 spett.)\| Arbitro: \| Alt \| |
| Arbitro:                                              | Alt        |               |            |                                                      |

| Arbitro: | Dietz |

|                                       |           |            |
| Frantz 9’ Petersen 30’ Grifo 37’, 79’ | Marcatori | 88’ Hübner |

| Arbitro: | Stark |

|                   |           |                    |
| Wooten 43’ (rig.) | Marcatori | 4’ (rig.) Bastians |

| Arbitro: | Aarnink |

|                       |           |  |
| Behrens 18’ Polák 82’ | Marcatori |  |

| Arbitro: | Gerach |

|               |           |              |
| Jovanović 38’ | Marcatori | 39’ Vollmann |

| Arbitro: | Kampka |

|  |           |               |
|  | Marcatori | 50’ Jovanović |

| Arbitro: | Cortus |

|          |           |                                               |
| Choi 75’ | Marcatori | 5’ Kosecki 7’ Jovanović 77’ (rig.) Bouhaddouz |

| Arbitro: | Schriever |

|                  |           |  |
| Vučur 39’ (aut.) | Marcatori |  |

| Bielefeld 25 ottobre 2015, ore 13:30 CET 12ª giornata | Arminia Bielefeld | 0 – 0 referto | Sandhausen | SchücoArena (15 535 spett.)\| Arbitro: \| Alt \| |
| Arbitro:                                              | Alt               |               |            |                                                  |

| Arbitro: | Winkmann |

|                |           |                                   |
| Bouhaddouz 27’ | Marcatori | 31’ (rig.) Kaiser 74’ Halstenberg |

| Arbitro: | Willenborg |

|  |           |               |
|  | Marcatori | 82’ Linsmayer |

| Arbitro: | Dankert |

|                                                 |           |            |
| Linsmayer 14’ Bouhaddouz 25’ (rig.) Zillner 66’ | Marcatori | 69’ Torres |

| Arbitro: | Brand |

|                                      |           |  |
| Feltscher 61’ Albutat 67’ Janjić 90’ | Marcatori |  |

| Arbitro: | Thomsen |

|                |           |            |
| Bouhaddouz 56’ | Marcatori | 33’ Šukalo |

#### Girone di ritorno
| Arbitro: | Cortus |

|  |           |                           |
|  | Marcatori | 47’ Berggreen 78’ Khelifi |

| Arbitro: | Willenborg |

|           |           |  |
| Daube 76’ | Marcatori |  |

| Arbitro: | Heft |

|            |           |  |
| Kister 49’ | Marcatori |  |

| Arbitro: | Weiner |

|              |           |               |
| Thomalla 20’ | Marcatori | 84’ Jovanović |

| Arbitro: | Aytekin |

|  |           |                          |
|  | Marcatori | 51’ Philipp 84’ Petersen |

| Arbitro: | Winkmann |

|                                     |           |                          |
| Eisfeld 10’ Terodde 21’, 78’ (rig.) | Marcatori | 64’ Stolz 72’ Bouhaddouz |

| Arbitro: | Osmers |

|  |           |                       |
|  | Marcatori | 40’ Füllkrug 84’ Blum |

| Arbitro: | Rohde |

|                                             |           |                              |
| Schindler 10’ Mölders 30’ Liendl 61’ (rig.) | Marcatori | 12’ Bouhaddouz 72’ Jovanović |

| Arbitro: | Steinhaus |

|               |           |  |
| Linsmayer 78’ | Marcatori |  |

| Arbitro: | Schriever |

|  |           |                       |
|  | Marcatori | 8’ Thy 40’ Rzatkowski |

| Arbitro: | Thomsen |

|                                  |           |  |
| Jenssen 6’ Böðvarsson 90’ (rig.) | Marcatori |  |

| Arbitro: | Schmidt |

|             |           |                                                    |
| Mühling 23’ | Marcatori | 22’ Burmeister 73’ Klos 77’ Görlitz 81’ (rig.) Ulm |

| Arbitro: | Cortus |

|  |           |              |
|  | Marcatori | 62’ Vollmann |

| Arbitro: | Rohde |

|              |           |  |
| Vollmann 59’ | Marcatori |  |

| Arbitro: | Dietz |

|                                 |           |  |
| Diamantakos 68’, 88’ Prömel 84’ | Marcatori |  |

| Arbitro: | Kircher |

|                            |           |                         |
| Klingmann 68’ Vollmann 75’ | Marcatori | 80’ Klotz 83’ Chanturia |

| Arbitro: | Siewer |

|                                  |           |               |
| Freis 2’ Vukušić 19’ Berisha 66’ | Marcatori | 42’ Linsmayer |

### Coppa di Germania
| Arbitro: | Badstübner |

|                            |                      |                                             |
| Bührer Nopper Adam Göppert | Tiri di rigore 3 – 5 | Bouhaddouz Paqarada Linsmayer Kister Wooten |

| Arbitro: | Stark |

|                                             |                      |                                                  |
| Bouhaddouz Paqarada Roßbach Stolz Linsmayer | Tiri di rigore 3 – 4 | Kraus Schnatterer Theuerkauf Titsch-Rivero Feick |

## Statistiche

### Statistiche di squadra
| Competizione      | Punti | In casa | In casa | In casa | In casa | In casa | In casa | In trasferta | In trasferta | In trasferta | In trasferta | In trasferta | In trasferta | Totale | Totale | Totale | Totale | Totale | Totale | DR  |
| Competizione      | Punti | G       | V       | N       | P       | Gf      | Gs      | G            | V            | N            | P            | Gf           | Gs           | G      | V      | N      | P      | Gf     | Gs     | DR  |
| ----------------- | ----- | ------- | ------- | ------- | ------- | ------- | ------- | ------------ | ------------ | ------------ | ------------ | ------------ | ------------ | ------ | ------ | ------ | ------ | ------ | ------ | --- |
| 2. Bundesliga     | 43    | 17      | 6       | 5       | 6       | 18      | 23      | 17           | 6            | 2            | 9            | 22           | 27           | 34     | 12     | 7      | 15     | 40     | 50     | -10 |
| Coppa di Germania | -     | 1       | 0       | 1       | 0       | 0       | 0       | 1            | 0            | 1            | 0            | 0            | 0            | 2      | 0      | 2      | 0      | 0      | 0      | 0   |
| Totale            | -     | 18      | 6       | 6       | 6       | 18      | 23      | 18           | 6            | 3            | 9            | 22           | 27           | 36     | 12     | 9      | 15     | 40     | 50     | -10 |

### Andamento in campionato
| Giornata  | 1  | 2 | 3 | 4 | 5 | 6 | 7  | 8  | 9  | 10 | 11 | 12 | 13 | 14 | 15 | 16 | 17 | 18 | 19 | 20 | 21 | 22 | 23 | 24 | 25 | 26 | 27 | 28 | 29 | 30 | 31 | 32 | 33 | 34 |
| --------- | -- | - | - | - | - | - | -- | -- | -- | -- | -- | -- | -- | -- | -- | -- | -- | -- | -- | -- | -- | -- | -- | -- | -- | -- | -- | -- | -- | -- | -- | -- | -- | -- |
| Luogo     | T  | C | T | C | T | C | T  | C  | T  | T  | C  | T  | C  | T  | C  | T  | C  | C  | T  | C  | T  | C  | T  | C  | T  | C  | C  | T  | C  | T  | C  | T  | C  | T  |
| Risultato | V  | V | V | N | P | N | P  | N  | V  | V  | V  | N  | P  | V  | V  | P  | N  | P  | P  | V  | N  | P  | P  | P  | P  | V  | P  | P  | P  | V  | V  | P  | N  | P  |
| Posizione | 11 | 7 | 4 | 5 | 7 | 7 | 11 | 10 | 10 | 8  | 6  | 7  | 7  | 5  | 4  | 5  | 5  | 7  | 7  | 7  | 7  | 8  | 10 | 12 | 12 | 11 | 11 | 12 | 13 | 12 | 12 | 12 | 13 | 13 |

Legenda:

Luogo: C = Casa; T = Trasferta. Risultato: V = Vittoria; N = Pareggio; P = Sconfitta.

### Statistiche dei giocatori
| Giocatore      | 2. Bundesliga | 2. Bundesliga | 2. Bundesliga | 2. Bundesliga | Coppa di Germania | Coppa di Germania | Coppa di Germania | Coppa di Germania | Totale   | Totale | Totale      | Totale     |
| Giocatore      | Presenze      | Reti          | Ammonizioni   | Espulsioni    | Presenze          | Reti              | Ammonizioni       | Espulsioni        | Presenze | Reti   | Ammonizioni | Espulsioni |
| -------------- | ------------- | ------------- | ------------- | ------------- | ----------------- | ----------------- | ----------------- | ----------------- | -------- | ------ | ----------- | ---------- |
| M. Knaller     | 33            | 0             | 2             | 0             | 2                 | 0                 | 0                 | 0                 | 35       | 0      | 2           | 0          |
| P. Kühn        | -             | -             | -             | -             | -                 | -                 | -                 | -                 | -        | -      | -           | -          |
| R. Wulle       | 1             | 0             | 0             | 0             | -                 | -                 | -                 | -                 | 1        | 0      | 0           | 0          |
| F. Hübner      | 26            | 3             | 10            | 0             | 2                 | 0                 | 0                 | 1                 | 28       | 3      | 10          | 1          |
| T. Kister      | 32            | 1             | 5             | 0             | 2                 | 0                 | 1                 | 0                 | 34       | 1      | 6           | 0          |
| P. Klingmann   | 27            | 1             | 5             | 2             | 2                 | 0                 | 1                 | 0                 | 29       | 1      | 6           | 2          |
| S. Olajengbesi | 6             | 0             | 0             | 0             | 1                 | 0                 | 1                 | 0                 | 7        | 0      | 1           | 0          |
| L. Paqarada    | 29            | 0             | 7             | 0             | 2                 | 0                 | 0                 | 0                 | 31       | 0      | 7           | 0          |
| D. Roßbach     | 21            | 0             | 3             | 1             | 1                 | 0                 | 0                 | 0                 | 22       | 0      | 3           | 1          |
| E. Schaaf      | 4             | 0             | 2             | 0             | -                 | -                 | -                 | -                 | 4        | 0      | 2           | 0          |
| D. Schulz      | 15            | 0             | 1             | 0             | 1                 | 0                 | 0                 | 0                 | 16       | 0      | 1           | 0          |
| J. Kosecki     | 17            | 2             | 3             | 0             | 1                 | 0                 | 0                 | 0                 | 18       | 2      | 3           | 0          |
| K. Kratz       | 7             | 0             | 0             | 0             | 1                 | 0                 | 0                 | 0                 | 8        | 0      | 0           | 0          |
| M. Kuhn        | 10            | 0             | 0             | 0             | 1                 | 0                 | 0                 | 0                 | 11       | 0      | 0           | 0          |
| S. Kulovits    | 30            | 0             | 12            | 0             | 1                 | 0                 | 0                 | 1                 | 31       | 0      | 12          | 1          |
| D. Linsmayer   | 33            | 5             | 7             | 0             | 2                 | 0                 | 0                 | 0                 | 35       | 5      | 7           | 0          |
| A. Mühling     | 12            | 1             | 0             | 0             | -                 | -                 | -                 | -                 | 12       | 1      | 0           | 0          |
| T. Pledl       | 12            | 0             | 4             | 0             | -                 | -                 | -                 | -                 | 12       | 0      | 4           | 0          |
| M. Stiefler    | -             | -             | -             | -             | -                 | -                 | -                 | -                 | -        | -      | -           | -          |
| D. Stolz       | 7             | 1             | 0             | 0             | 1                 | 0                 | 0                 | 0                 | 8        | 1      | 0           | 0          |
| M. Thiede      | 24            | 0             | 4             | 0             | 2                 | 0                 | 0                 | 0                 | 26       | 0      | 4           | 0          |
| K. Vollmann    | 11            | 3             | 1             | 0             | -                 | -                 | -                 | -                 | 11       | 3      | 1           | 0          |
| S. Zellner     | -             | -             | -             | -             | -                 | -                 | -                 | -                 | -        | -      | -           | -          |
| E. Zenga       | -             | -             | -             | -             | -                 | -                 | -                 | -                 | -        | -      | -           | -          |
| R. Zillner     | 21            | 1             | 2             | 0             | 2                 | 0                 | 1                 | 0                 | 23       | 1      | 3           | 0          |
| A. Bouhaddouz  | 28            | 9             | 3             | 0             | 2                 | 0                 | 1                 | 0                 | 30       | 9      | 4           | 0          |
| R. Jovanović   | 24            | 6             | 4             | 0             | -                 | -                 | -                 | -                 | 24       | 6      | 4           | 0          |
| J. Vunguidica  | 3             | 0             | 0             | 0             | -                 | -                 | -                 | -                 | 3        | 0      | 0           | 0          |
| A. Wooten      | 32            | 6             | 4             | 0             | 1                 | 0                 | 0                 | 0                 | 33       | 6      | 4           | 0          |
| N. Hammann     | 3             | 0             | 0             | 0             | 1                 | 0                 | 1                 | 0                 | 4        | 0      | 1           | 0          |